# Francisco-de-Goya-Denkmal (Saragossa)

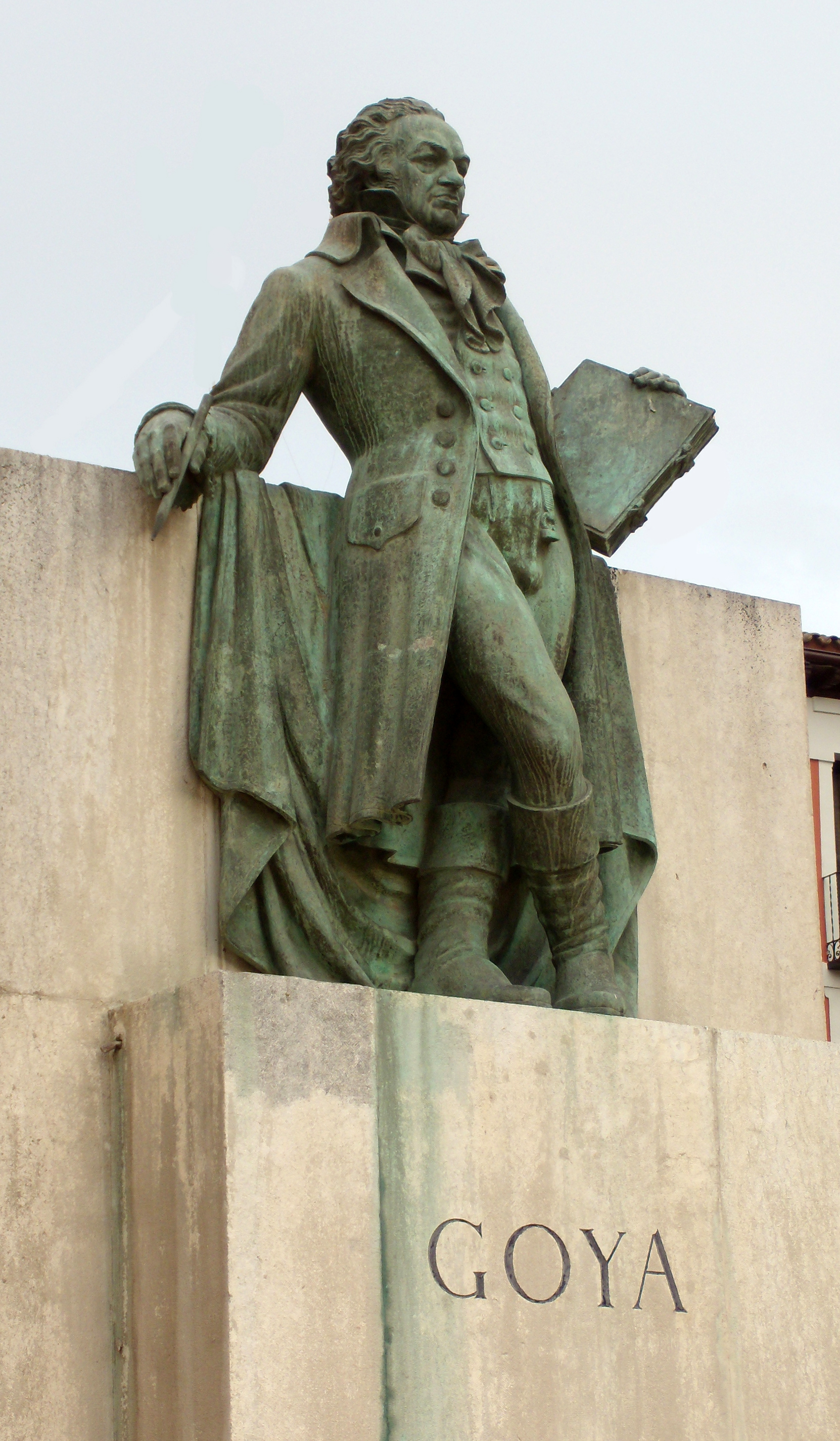
Francisco-de-Goya-Denkmal

Das Francisco-de-Goya-Denkmal in Saragossa ist eine überlebensgroße, von dem katalanischen Bildhauer Frederic Marès i Deulovol geschaffene Bronzefigur des spanischen Kunstmalers Francisco de Goya (1746–1828), die sich auf der Plaza del Pilar vor der Kathedrale des Erlösers (Catedral del Salvador de Zaragoza) in Saragossa befindet. Ein weiteres Francisco-de-Goya-Denkmal befindet sich in Madrid.

## Geschichte
Im Jahr 1946, anlässlich des zweihundertsten Geburtstages von Goya, veranlasste das Exekutivkomitee (Comité Ejecutivo) im Provinzrat der Stadt Saragossa eine Ausschreibung für ein Denkmal zu Ehren des bedeutenden Künstlers. Das Projekt ließ sich jedoch nicht realisieren. 1959 wurde von der Banco Zaragozano, anlässlich des fünfzigsten Jahrestags der Gründung dieses Bankenunternehmens eine neue Ausschreibung ins Leben gerufen, bei der die Bank selbst als Sponsor auftrat. Der Auftrag für das Denkmal wurde an den Bildhauer Frederic Marès i Deulovol vergeben und am 8. Oktober 1960 erfolgte die feierliche Einweihung.

## Beschreibung
Die überlebensgroße Figur Goyas wurde aus Bronze gegossen. Der Maler ist elegant mit einem Gehrock gekleidet und in entspannter Haltung dargestellt. Mit dem Rücken lehnt er an einer Wand. Das rechte Bein ist vor das linke gekreuzt. In der rechten Hand hält er einen Zeichenstift, in der linken Hand einen Malkasten. Die Bronzeskulptur steht auf einem ca. drei Meter hohen Marmorsockel. Dieser trägt auf der Vorderseite die Inschrift «Goya», auf  der Rückseite «A Zaragoza / Banco Zaragozano / 1910 – 1960».
Auf dem Vorplatz vor dem Denkmal wurden zwei Paare von überlebensgroßen Skulpturen aus Bronze gruppiert. Dabei handelt es sich um Personen der Landbevölkerung (majos y majas) bei Picknick-ähnlichen Szenen, wie sie Goya auf Wandmalereien (Wandteppich-Kartons), beispielsweise in La merienda und El cacharrero dargestellt hatte. Im Jahr 1990 wurden nach einem Entwurf des Architekten Ricardo Usón der Vorplatz umgestaltet und es wurden zusätzlich Brunnen und Wasserfontänen installiert.

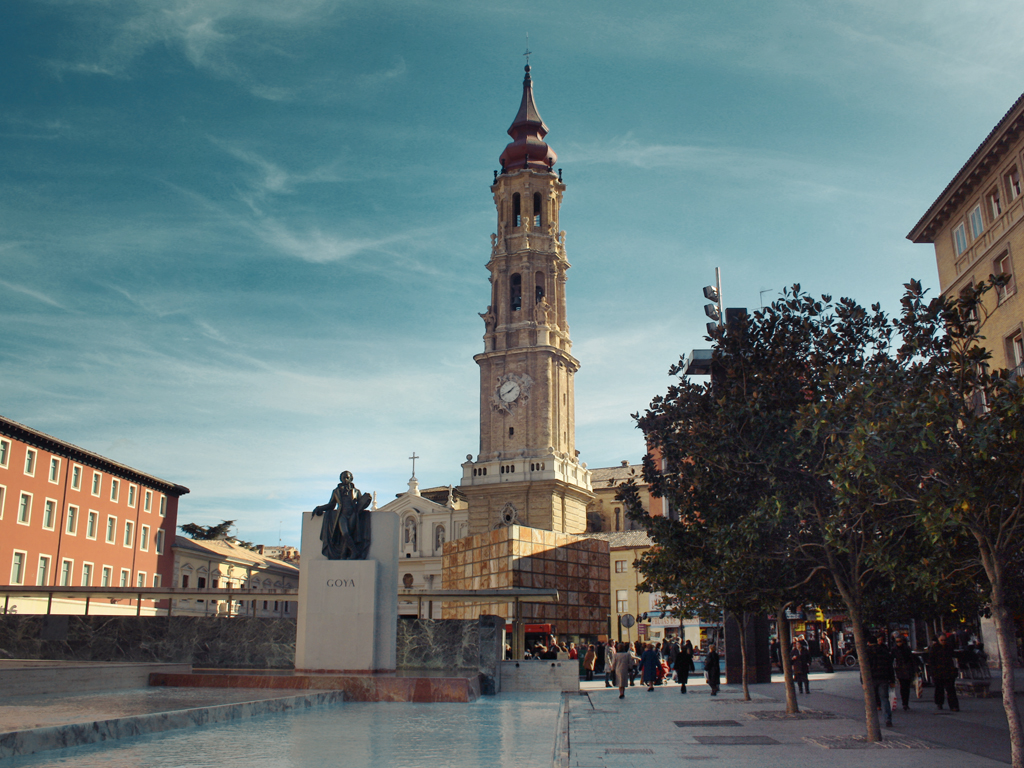
Goya-Denkmal mit der Kathedrale des Erlösers im Hintergrund
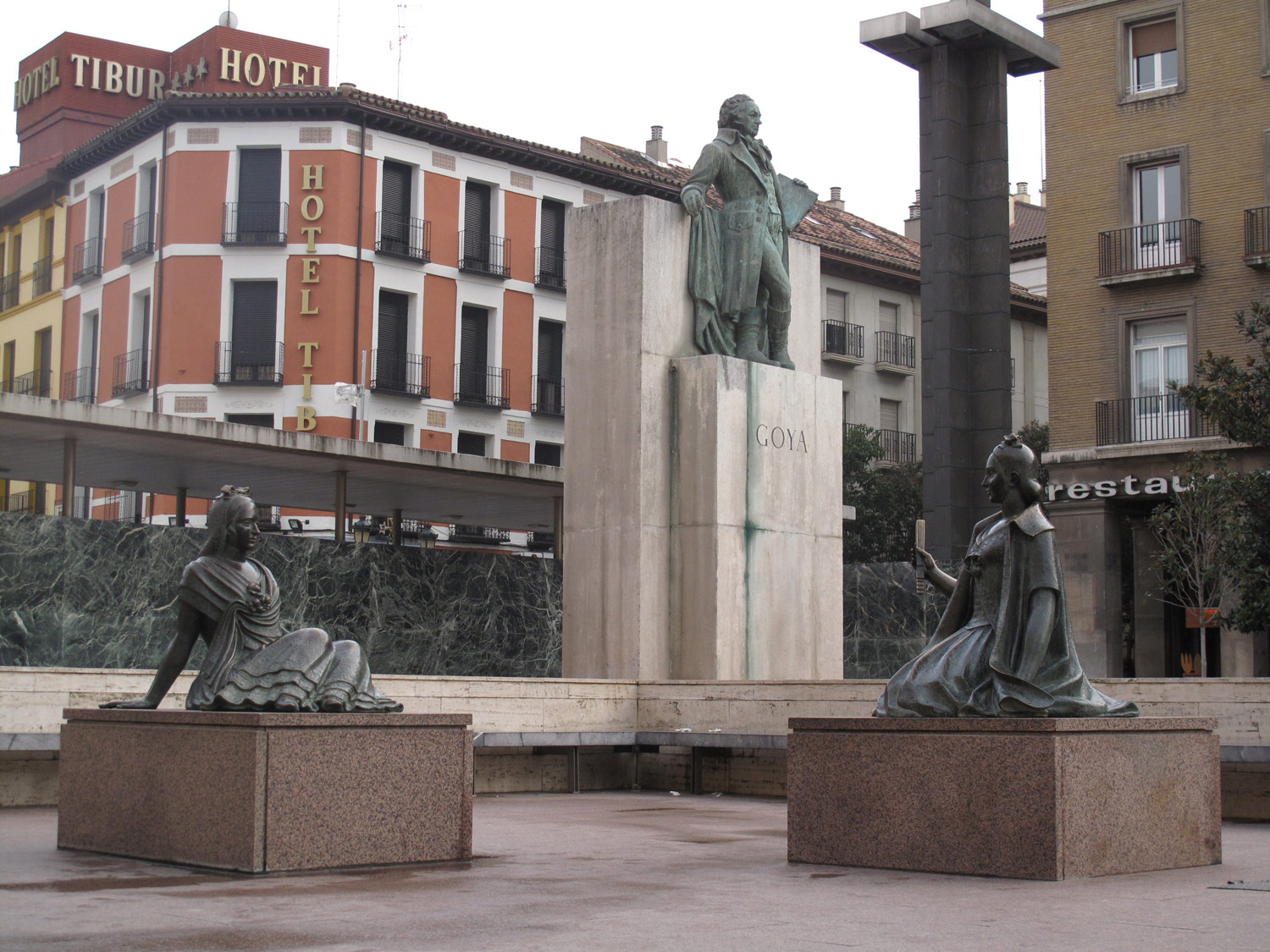
Weibliche Sitzgruppe
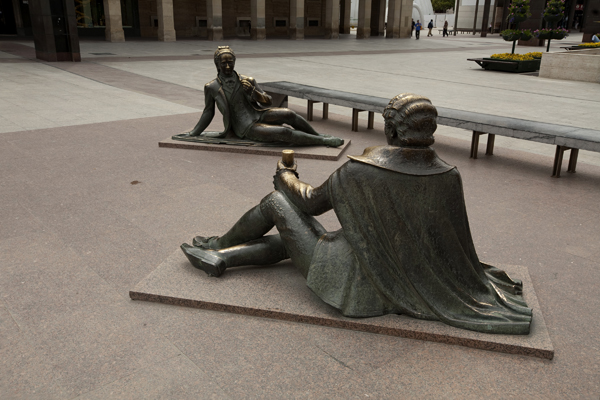
Männliche Sitzgruppe
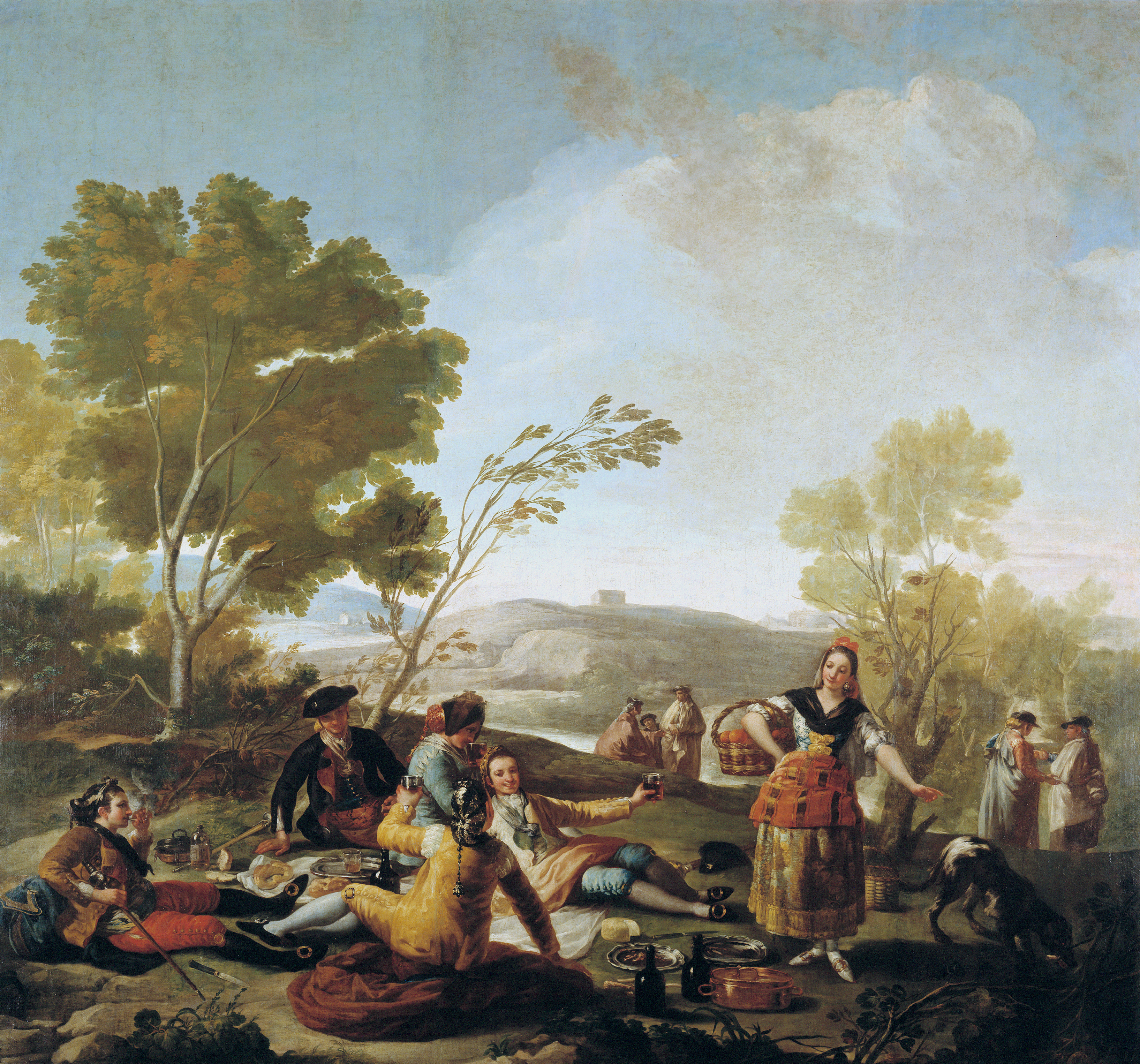
La merienda (Der Nachmittagsimbiss)
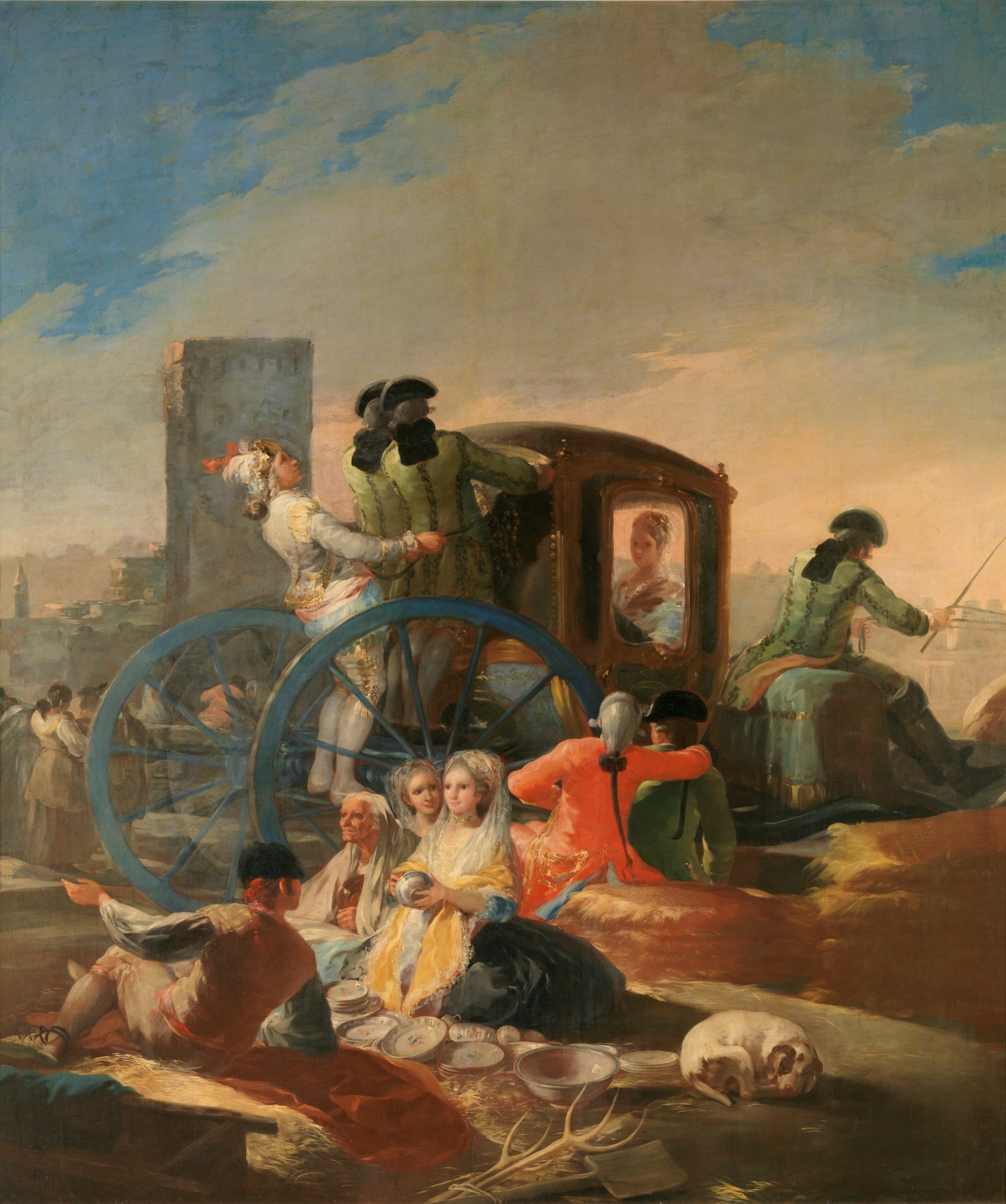
El cacharrero (Der Geschirrhändler)